# Carl Capotorto
Carl Capotorto (16 de enero de 1959) es un escritor y actor estadounidense conocido principalmente por su papel como Little Paulie Germani en la serie Los Soprano. También es el autor del libro Twisted Head: An Italian-American Memoir. Ha tenido papeles en películas como Five Corners (1987), Men of Respect (1990), Mac (1992) y Riding in Cars with Boys (2001)
Capotorto nació y se crio en el barrio Pelham Parkway de Bronx (Nueva York). Asistió a la Secundaria Christopher Columbus de Bronx, donde se graduó en 1977. Luego asistió al SUNY Purchase College, graduándose con un Bachelor of Arts en artes liberales en 1981. En 1984, recibió un posgrado como dramaturgo en la Escuela de Arte de la Universidad de Columbia. Sus obras han sido producidas por compañías teatrales como el Eugene O'Neill Theater Center (1984, 1985, 1999), Yale Repertory Theatre, Theater for the New City y el Ensemble Studio Theater. Además ha recibido subvenciones y becas en dramaturgia y guiones por parte de varias fundaciones artísticas, como la Edward Albee Foundation. También fue asistente de Edward Albee durante muchos años. En 2016 pasó a formar parte del equipo de guionistas de la serie Vinyl.

## Filmografía como actor
- Five Corners (1987) ... Sal Inzio
- Men of Respect (1990) ... Don
- American Blue Note (1991) ... Jerry
- Mac (1992) ... Bruno Vitelli
- Riding in Cars with Boys (2001) ... Policía
- Highcrime (cortometraje; 2004) ... Sargento Wallace
- Law & Order: Criminal Intent (serie de TV; 2005) ... Jasper Ridley
- Los Soprano (serie de TV; 2001-2007) ... Little Paulie Germani